# Mineur (algèbre linéaire)
Pour les articles homonymes, voir Mineur.

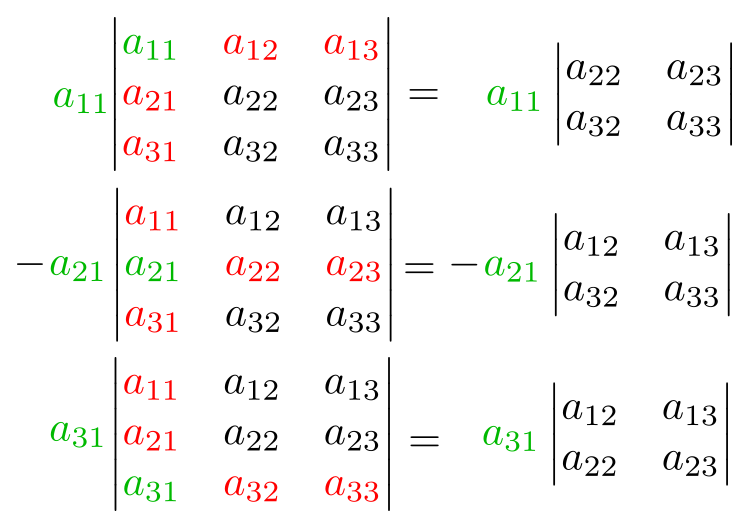
Il est possible d'utiliser les mineurs d'ordre 2 d'une matrice de dimension 3 pour calculer son déterminant.

En algèbre linéaire, les mineurs d'une matrice sont les déterminants de ses sous-matrices carrées.
Ainsi si A est une matrice de taille m par n, on appelle mineur d'ordre k le déterminant d'une sous-matrice carrée de taille k obtenue en supprimant m – k lignes et n – k colonnes de la matrice initiale, ce que l'on peut noter det AI, J, où I  (resp. J) est une partie à k éléments de {1, …, m (resp. n)}.

## Mineurs particuliers
On dit que le mineur est principal s'il est de la forme det AI, I, c'est-à-dire si c'est le déterminant d'une sous-matrice de A obtenue en extrayant les lignes et colonnes de mêmes indices. 
Les mineurs principaux dominants ou mineurs fondamentaux[réf. souhaitée] (parfois simplement appelés les mineurs principaux, ce qui prête plus à confusion qu'une expression telle que « le k-ième » mineur principal) sont ceux correspondant aux parties I de la forme {1, … , k}.

## Applications et propriétés
Si A est une matrice carrée de taille n, les mineurs d'ordre n – 1 permettent le calcul du déterminant de A, selon la formule de Laplace. Ils sont au signe près égaux aux cofacteurs.
Le rang d'une matrice est égal au plus grand ordre d'un mineur non nul de cette matrice, c'est-à-dire à l'entier r tel qu'il existe un mineur non nul d'ordre r et que tout mineur d'ordre strictement supérieur à r soit nul.
Soit A une matrice inversible. Pour qu'il existe deux matrices triangulaires L (inférieure) et U (supérieure) telles que A=LU, il faut et il suffit que les mineurs principaux dominants de A soient non nuls. Si l'on impose de plus que la diagonale de L soit composée de 1 uniquement, alors cette factorisation est unique.
Soit S une matrice symétrique réelle (on peut, dans le cas complexe, considérer une matrice hermitienne). Pour que S soit définie positive, il faut et il suffit que ses mineurs principaux dominants soient strictement positifs (critère de Sylvester). 
Les mineurs de taille m du produit AB de deux matrices se calculent au moyen des mineurs de A et ceux de B, de même taille m. C'est la formule de Binet-Cauchy.